# Glasiermaschine

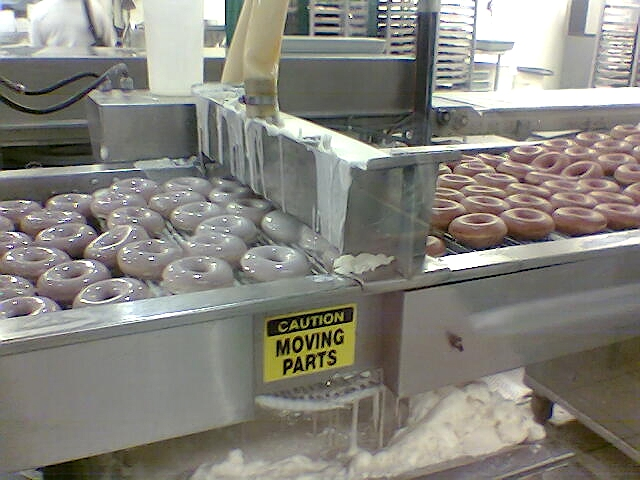
Automatische Glasiermaschine für Donuts (2012)

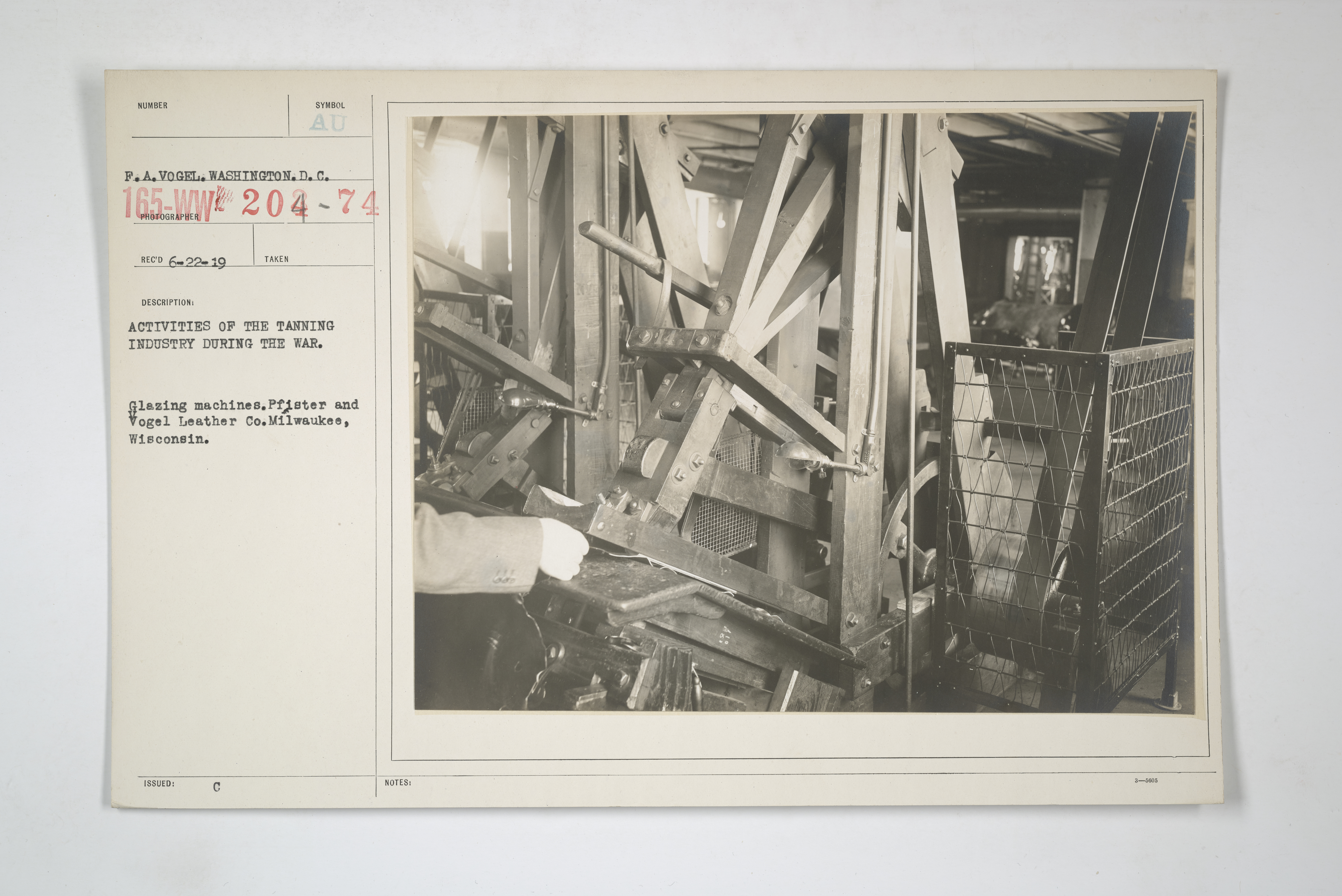
Historische Lederglasiermaschine (Erster Weltkrieg)

Eine Glasiermaschine (auch Glasierer oder Überziehmaschine) ist ein Gerät zum Veredeln bzw. Überziehen von Lebensmitteln, Keramik oder Leder.

## Lebensmittel
Glasiermaschinen dienen dem Glasieren von Gebäck, hauptsächlich Süßgebäck, wie z. B. Plunder, Donuts oder Kuchen. Überzogen wird oft nicht nur mit Fettglasuren, sondern auch mit Fondant oder auch Kuvertüren.
Glasiermaschinen gibt es in verschiedenen Größen und Variationen. Während einige problemlos in jede Backstube passen, gibt es auch große Industrielösungen.

### Funktionsweise
Bevor die Maschine genutzt werden kann, müssen die Überzüge erst einmal in den Glasurbehälter gefüllt werden. Anschließend lässt die Maschine das Gebäck auf einem Fließband, das aus mehreren elastischen Bändern besteht, durchlaufen. Währenddessen wird mithilfe von Pumpen der Überzug in Richtung Gebäck befördert. Dabei wird die Glasur, die danebengegangen ist, in einem Behälter gesammelt und wiederverwendet.
Oft gibt es Bedienelemente, an denen Parameter wie Bandlaufgeschwindigkeit oder Glasurtemperatur eingestellt werden können.

## Leder und Keramik
In der Leder-, Porzellan- und Keramikherstellung dienen Glasiermaschinen ebenfalls zum Aufbringen der Glasur nach dem Gerben bzw. Brennen.